# Алёшин, Иван Иванович
Ива́н Ива́нович Алёшин (14 (27) июля 1901, Ивановка, Саратовская губерния — 27 февраля 1944, Русская Гута, Тарнопольская область) — один из организаторов партизанского движения в Молдавии во время Великой Отечественной войны.

## Биография
Иван Иванович Алёшин родился 14 (27) июля 1901 в селе Ивановка в семье крестьянина. С 1920 года — член РКП(б). В 1922—1933 годах состоял на партийно-политической работе в Советской Армии. В 1922 г. окончил военно-политическую школу. В январе 1933 года был направлен в Молдавскую АССР для организации сельского хозяйства; был начальником политотдела Рашковской машинно-тракторной станции (Каменский район Молдавской АССР), в 1937—1938 — секретарём Каменского райкома КП(б) Украины (Молдавская АССР).
С декабря 1938 года работал в аппарате молдавского обкома КП(б)У, затем ЦК КП(б)М. В 1938 г. окончил Высшую школу парторганов при ЦК ВКП(б). 23 апреля 1941 года избран секретарём по промышленности и членом бюро ЦК КП(б)М.
С первых дней войны принимал участие в организации партизанской борьбы в Молдавии. С конца 1942 года был начальником Молдавского отдела Украинского штаба партизанского движения, с мая 1943 — уполномоченным по руководству подпольными партизанскими организациями и партизанским движением на территории МССР. С июня по сентябрь 1943 года — комиссар 1-го Молдавского соединения партизанских отрядов. Это партизанское соединение освобождало северную часть Каменского района Молдавии. С сентября 1943 года — комиссар 2-го Молдавского партизанского соединения.
Погиб при налёте вражеской авиации 27 февраля 1944 года в с. Русская Гута Шумского района Тернопольской области.

## Награды
- Орден Ленина
- медали.

## Память
В честь Алёшина была названа одна из улиц в Кишинёвском секторе Рышкановка. После распада СССР она была переименована и сейчас называется «Богдан Воевод» в честь основателя Молдавского княжества.